# Max Hilzheimer
Max Hilzheimer, né le 15 novembre 1877 à Kehnert en Allemagne et mort le 10 janvier 1946 à Berlin-Charlottenburg en Allemagne, est un zoologiste allemand spécialisé dans l'étude des mammifères.

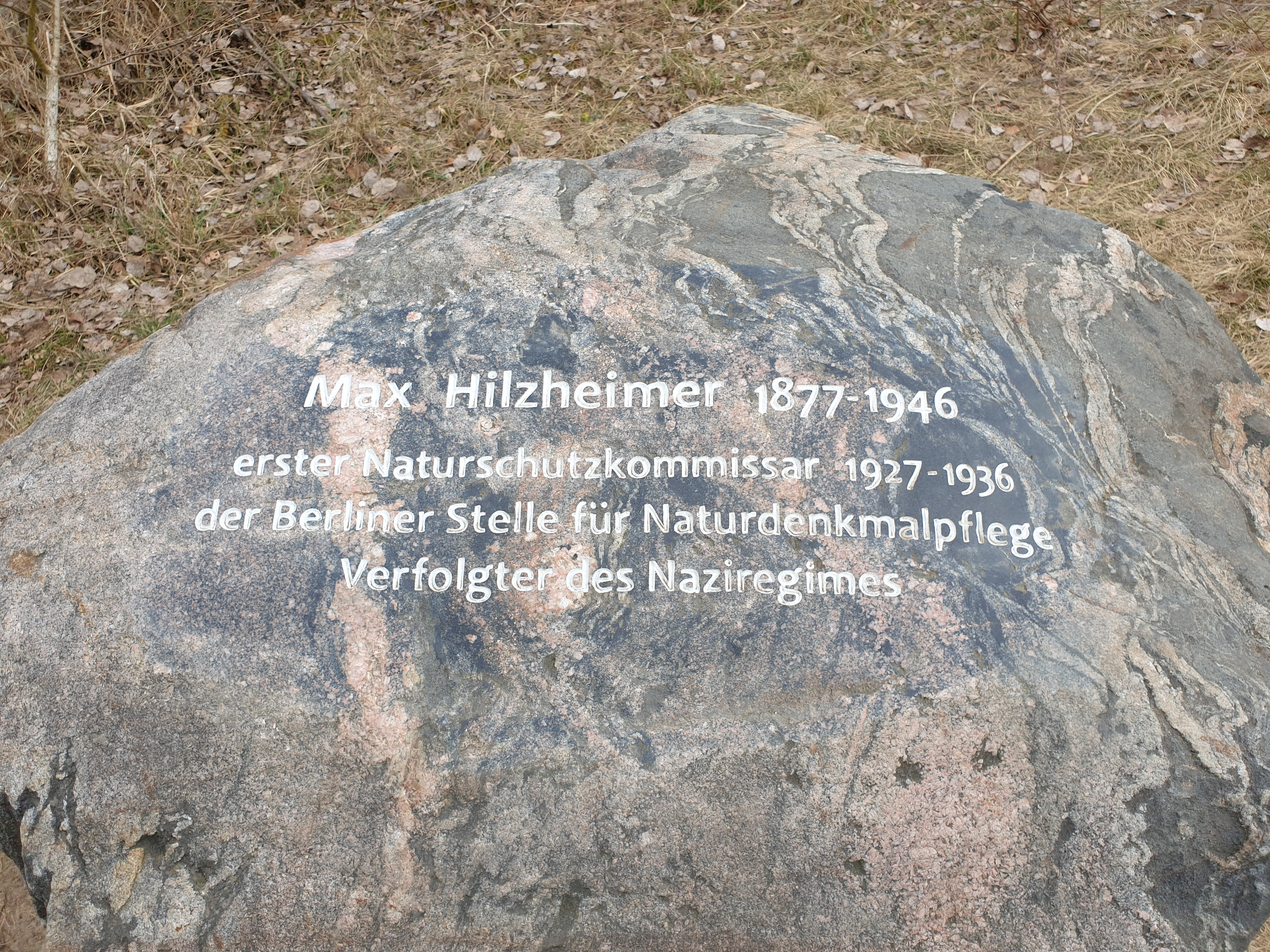
Mémorial à Max Hilzheimer, dans un parc de Berlin-Tegel.